# Agrotis interposita
Agrotis interposita là một loài bướm đêm trong họ Noctuidae.